# NGC 2064
NGC 2064 ist ein Reflexionsnebel und bezeichnet einen Teil von M78 im Sternbild Orion. Das Objekt wurde am 11. Januar 1864 von Heinrich Louis d’Arrest entdeckt.